# Félix Valvert
Siméon Félix Valvert, né le 21 avril 1905 à Basse-Terre (Guadeloupe) et mort le 3 novembre 1995, est un musicien et chef d'orchestre des plus grands cabarets parisiens.

## Biographie
Dès sa jeunesse, Félix Valvert joue de la guitare. À l'âge de huit ans, il perd sa mère.
De nombreux jeunes guadeloupéens quittent l'île clandestinement, à bord de navires en partance pour la métropole avec leur cargaison de soldats antillais nouvellement recrutés. Le 2 septembre 1921, à l'âge de 16 ans, il quitte donc la Guadeloupe sur le navire Haïti en direction de Saint-Nazaire et rejoint Paris en avril 1922.
Ne pouvant continuer à jouer le trombone, réservé aux grandes formations, il est embauché, en novembre 1928, comme banjoïste dans un cabaret, Turquetty, au quartier Latin. Plus tard, Pierre Jouffroy, un saxophoniste, intègre l'orchestre. Il initie et propose à Félix Valvert de jouer du saxophone qui, en 1929, enregistre Hallelujah,. Il intègre le cabaret le Jockey (à Montparnasse) où il joue en quartet et jouera à travers l'Europe.
À son retour en France, en 1930, le patron du Jockey lui propose de créer sa formation, Félix Valvert devient le premier musicien antillais  à être chef d'orchestre avec le Pélican Blanc. En 1933, à Londres, il enregistre deux biguines, Gade dentelles et Karukara, chez DECCA, avec Oscar Calle, le pianiste cubain, et son orchestre avec qui il restera jusqu'en 1935.
En septembre 1935, il succède à Alexandre Stellio au cabaret la Boule Blanche (Vavin, Paris). Le 14 novembre 1935, il participe avec d'autres artistes antillais à la nuit du tricentenaire du rattachement des Antilles à la France.En 1937, il rejoint le dancing de la Coupole avec son orchestre Feli’s Boys, où il restera, hormis une interruption due à la guerre, jusqu'en 1946. Pendant ces années-là, avec son Orchestre Typique du Hot-Club Colonial, il enregistre pour Polydor deux rumbas. Lors de l'occupation, il quitte Paris en février 1942 pour Dijon, puis Marseille, avec plusieurs musiciens antillais dont Albert Lirvat. Le 9 janvier 1944, Il enregistre pour la première fois Déception, une biguine composée avant la guerre.
Il jouera jusqu'en 1969 et reprendra de célèbres chansons comme Quizás, quizás, quizás (1949), Sol Tropical 
En 1976, Félix Valvert quitte la scène et se retire à Basse-Terre, où il meurt le 3 novembre 1995 dans la misère, à l’âge de quatre-vingt-dix ans.

### Principaux concerts
- exposition coloniale de 1931 (premières apparitions à Paris)[14],[15]
- Le Hot Club de France - l’École Normale de Musique - 14 février 1943
- Festival de Musique nègre - Salle Pleyel - 19 décembre 1943[16],[17]
- Le Hot Club de Rennes (avec la chanteuse Moune de Rivel) -  le 11 janvier 1944, en solidarité avec les prisonniers de guerre du FrontStalag 221W de Rennes (Ille-et-Vilaine)[18]

## Discographie

### 78 tours
- Direction d'orchestre :
  - 1931 : Armide (BNF 37909804) (Orchestre Creol's Band ; Félix Valvert, directeur)
  - 1949 : A noche hable con la luna (BNF 37947821)
  - 1949 : Tierra va trembla (ou Quizas, quizas, quizas) (BNF 37947822)
  - 1950 : Nosotros (BNF 37947950)
  - 1950 : Sin Motivo (BNF 37947949)

- Saxophoniste :
  - 1932 :  Les lilas blancs (interprète : Jean Vaissade) (BNF 37909805)
  - 1932 :  Sur l'boul'vard de Barbès à Clichy (interprète : Jean Vaissade) (BNF 37909806)

### Reprises
- Alain Jean-Marie en 2023, album Créole Promenade, chanson  Déception